# Școala confesională evanghelică din Prejmer
Școala confesională evanghelică din Prejmer este un monument istoric aflat pe teritoriul satului Prejmer, comuna Prejmer.